# Pârâul Bobii
Pârâul Bobii este o arie protejată de interes național ce corespunde categoriei a IV-a IUCN (rezervație naturală de tip paleontologic), situată în județul Alba, pe teritoriul administrativ al orașului Aiud, satul Gârbova de Sus. 
Rezervația naturală cu o suprafață de 1,50 ha, se află pe Valea Bobii, un afluent al Văii Gârbovei, în vestul „Dealurilor Aiudului”, la poalele Munților Trascăului și reprezintă un punct fosilifer cu depozite sedimentare miocene, alcătuite din resturi fosile de corali, moluște și alge.